# Старое (деревня, Ступинский район)
Старое — деревня в Ступинском районе Московской области России в составе городского поселения Ступино (до 2006 года входила в Староситненский сельский округ). На 2016 год в Старом одна улица — Богородицкая и садоводческое товарищество. Впервые упоминается в писцовых книгах 1575 года, как Комаревского стана сельцо Старое в вотчине дьяка А. Шерефетдинова. Деревня связана автобусным сообщением с соседними населёнными пунктами. В 1775 году в Старом была построена деревянная церковь Рождества Богородицы, на месте которой, в 1896 году возвели кирпичную, в русском стиле, ныне — памятник архитектуры федерального значения.
Старое расположено на юго-востоке района, на водоразделе рек Бунчихи и Хочёмки, высота центра деревни над уровнем моря — 190 м. Ближайшие населённые пункты: Песочня в 2 км на север и Старая Ситня — около 3,5 км на юго-запад.

## Население
| 2002 | 2006 | 2010 |
| ---- | ---- | ---- |
| 9    | ↘5   | ↗9   |